# Muralhas Merínidas
As Muralhas Merínidas (em castelhano:  Murallas Merínidas) são um conjunto de muralhas e torres situadas em Ceuta, Espanha.

## História
Foram construídas no século XIV, por volta de 1318 durante a dominação da dinastia Merínida da região e foram declaradas Bem de Interesse Cultural em 1985.
Eram utilizadas como cidadela, e refúgio para as tropas que passavam a noite fora da cidade medieval. Originalmente tinha 1 500 metros na construção primitiva, e atualmente permaneceu apenas o flanco ocidental, com aproximadamente 500 metros, vários bastiões e duas torres gémeas que marcaram a Porta de Fez.